# Luis García Forcada
Luis García Forcada fou un químic, empresari i polític valencià.
Es llicencià en ciències químiques per la Universitat de València i treballà com a director gerent de l'empresa Rodaval. Fou elegit diputat per la província de València a les eleccions generals espanyoles de 1982 a les llistes de la Coalició Popular. Fou Secretari Segon de la Comissió d'Afers Exteriors del Congrés dels Diputats.